# Heteropoda beroni
Heteropoda beroni este o specie de păianjeni din genul Heteropoda, familia Sparassidae, descrisă de Jäger în anul 2005.
Este endemică în Sulawesi. Conform Catalogue of Life specia Heteropoda beroni nu are subspecii cunoscute.